# Władysław Niewadził
Władysław Niewadził (ur. 24 września 1921 w Łodzi, zm. 31 stycznia 1999 w Łodzi) – polski bokser, reprezentant kraju.

## Życiorys
Z boksem zapoznał się w klubie Sokół Łódź w 1937 roku. Po pięcioletniej przerwie spowodowanej wojną, został zawodnikiem klubu ŁKS Łódź, w którym odniósł najwięcej sportowych sukcesów. Następnie walczył w barwach Zrywu Łódź, a karierę sportową zakończył w 1954 roku w Związkowcu Łódź. 
Startując w kategorii ciężkiej, zdobył mistrzostwo Polski w 1946 i tytuł wicemistrza 1949 roku. Został też dwukrotnym drużynowym mistrzem Polski w 1946/47 i 1947/48 roku. W 1947 roku wystąpił jeden raz w reprezentacji Polski, przegrywając swoją walkę w wadze ciężkiej. 
Walcząc w ringu stoczył 275 walk, z czego 241 wygrał, 13 zremisował i 21 pojedynków przegrał.